# Шимков, Андрей Петрович
 Андрей Петрович Шимков  (21 ноября 1839 — после 1909) — русский физик.

## Биография

Андрей Петрович Шимков

Родился 21 ноября 1839 года в с. Михновка Кобелякского уезда Полтавской губернии. В 1856 году окончил Полтавскую гимназию, в 1860 году — Харьковский университет. До августа 1899 года был профессором физики в том же университете. В 1899 году был назначен уполномоченным по сельскохозяйственной части в Харьковской губернии. 6 мая 1904 года А. П. Шимков назначен директором Московского сельскохозяйственного института, а в сентябре 1905 года, вследствие распространения на институт Высочайшего указа от 27 августа 1905 г. об автономии высших учебных заведений, советом профессоров института избран директором. В апреле 1907 года уволился от службы.
А. П. Шимков состоял почётным мировым судьёй по Харьковскому уезду, а также в звании земского гласного по Харьковскому и Кобелякскому уездам, гласным Полтавского губернского земства и гласным Харьковской Думы. С 1879 по 1890 год состоял председателем Харьковского общества распространения грамотности в народе. С 1909 года состоял президентом полтавского Общества сельского хозяйства, а также был редактором полтавской газеты «Хуторянин».